# ELISA (일본의 가수)
ELISA(엘리사, エリサ, 1989년 4월 14일 ~ )는 일본 가나가와 출신 여성 가수이며 모델이다. 원래 제네온 엔터테인먼트와 가수가 아닌 모델로 계약했었다. 또한 Elite Model Management와도 계약하였다.
2007년, 엘리사는 Elite Model Look에서 3,000명의 참가자들 가운데 뽑혀 전문 모델이 되었다. 그리고 그 해, 제네온 엔터테인먼트와도 계약을 맺어 가수가 되었다. 2007년 10월, 싱글인 "Euphoric Field" - TV 애니메이션인 Ef - A Tale of Memories에 여는 곡으로 쓰인 곡 - 로 데뷔하였다.
자신이 부른 노래를 영어로 번역해서 앨범에 같이 넣기도 한다. 그 이유는 대학에서 영문학과에 재적하고 있기 때문. 하지만 '영어 발음뿐인' 기술을 구사한다. 외국에서 거주한 적은 없다.

## 앨범 목록

### 싱글 앨범
| #  | 싱글 정보                                                                                        |
| -- | ------------------------------------------------------------------------------------------------ |
| 1  | Euphoric Field - 발매일: 2007년 10월 24일 - 쓰인 곳: Ef - A Tale of Memories                     |
| 2  | Hikari - 발매일: 2008년 5월 21일 - 쓰인 곳: 닌자의 왕                                            |
| 3  | Ebullient Future - 발매일: 2008년 11월 5일 - 쓰인 곳: Ef - A Tale of Melodies                    |
| 4  | Wonder Wind - 발매일: 2009년 5월 20일 - 쓰인 곳: 하야테처럼                                      |
| 5  | Dear My Friend ~아직 보지 못한 미래로~ - 발매일: 2009년 11월 4일 - 쓰인 곳: 어떤 과학의 초전자포 |
| 6  | Real Force - 발매일: 2010년 2월 24일 - 쓰인 곳: 어떤 과학의 초전자포                             |
| 7  | Special "One" - 발매일: 2010년 10월 27일 - 쓰인 곳: 어떤 과학의 초전자포                         |
| 8  | God Only Knows ~집적회로의 꿈 여행자~ - 발매일: 2010년 11월 3일 - 쓰인 곳: 신만이 아는 세계      |
| 9  | Invisible Message - 발매일: 2011년 8월 31일 - 쓰인 곳: 하야테처럼                                |
| 10 | Scarlet Wings - 발매일: 2011년 11월 9일                                                          |

### 앨범
| # | 싱글 정보                                   |
| - | ------------------------------------------- |
| 1 | White Pulsation - 발매일: 2009년 1월 21일   |
| 2 | Rouge Adolescence - 발매일: 2010년 1월 20일 |
| 3 | Lasei - 발매일: 2011년 2월 16일             |

## 라이브 공연
- 'ELISA 1st Live: Feel the Pulsation' (2009년 3월 28일)
- 'ELISA 2nd Live: 노래해! ELISA 선생님. 에비스에서 할 수 있는 것' (2009년 11월 22일)
- 'ELISA 3rd Live: Rouge Adolescence' (2010년 4월 29일)
- 'ELISA Acoustic Live 2010 (2010년 7월 18일)
- 'ELISA Acoustic Live 2010 ~ELISA 산타의 X'mas~' (2010년 12월 13일)